# HD 27894
HD 27894 es una estrella de magnitud aparente +9,42 en la constelación de Reticulum.
En 2005 se anunció el descubrimiento de un planeta extrasolar en órbita alrededor de esta estrella.

## Características
HD 27894 es una enana naranja de tipo espectral K2V situada a 143 años luz del sistema solar.
Tiene una temperatura superficial de 4952 K y su luminosidad equivale al 34% de la que tiene el Sol.
Su radio es un 14% más pequeño que el radio solar y gira lentamente sobre sí misma con una velocidad de rotación igual o superior a 1,15 km/s.
En consecuencia, su período de rotación puede ser de hasta 44 días.
Su actividad cromosférica es baja.
Menos masiva que el Sol, se estima que la masa de HD 27894 es de 0,72 - 0,80 masas solares.
Inicialmente se consideró que su edad estaba comprendida en el rango entre 3900 y 4900 millones de años, pero estudios más recientes le otorgan una edad considerablemente mayor de 7700 millones de años.
En concordancia con su mayor antigüedad, su cinemática corresponde a la de una estrella del disco grueso; su distancia máxima al plano galáctico es de 820 parsecs —a título de ejemplo, el Sol se mueve entre 5 y 30 pársecs respecto al plano de la galaxia.

## Composición química
HD 27894 muestra una metalicidad —abundancia de elementos más pesados que el helio— un 58% superior a la del Sol ([Fe/H] = +0,20).
En la misma línea están los niveles de todos los elementos evaluados, siendo el vanadio, cinco veces más abundante que en el Sol, el que presenta una mayor diferencia relativa.
En cuanto a los elementos ligeros, HD 27894 presenta un bajo contenido tanto de litio como de berilio.
Así, su abundancia de litio es significativamente más baja que la solar (logє[Li] < 0,22).

## Sistema planetario
En 2005 se dio a conocer la existencia de un planeta, denominado HD 27894 b, en órbita alrededor de esta estrella.
Tiene una masa mínima equivalente a 0,62 veces la masa de Júpiter y está separado de HD 27894 0,122 UA, lo que equivale a menos de una tercera parte de la distancia que existe entre Mercurio y el Sol.
Emplea 18 días en completar una órbita.
| Acompañante (En orden desde la estrella) | Masa (MJ) | Período orbital (días) | Semieje mayor (UA) | Excentricidad |
| ---------------------------------------- | --------- | ---------------------- | ------------------ | ------------- |
| HD 27894 b                               | > 0,62    | 17,991 ± 0,007         | 0,122              | 0,049 ± 0,008 |